# Харрисон, Эрик
Эрик Джордж Харрисон MBE (англ. Eric George Harrison; 5 февраля 1938 — 13 февраля 2019) — профессиональный английский футболист и тренер. Он играл в полузащите в нескольких командах, в основном в «Галифакс Таун» и «Барроу». После окончания карьеры игрока Харрисон стал футбольным тренером и работал в «Эвертоне» до того, как Рон Аткинсон в 1981 году привёл его в «Манчестер Юнайтед» для управления молодёжной командой. При Алексе Фергюсоне Харрисон воспитал группу знаменитых в будущем футболистов, в которую вошли Дэвид Бекхэм, Райан Гиггз, Пол Скоулз и Гари Невилл.

## Игровая карьера
Харрисон начал свою футбольную карьеру в качестве игрока в местном клубе «Галифакс Таун» и сыграл 199 матчей в лиге в период с 1957 по 1964 год. После семи лет работы в Галифаксе он присоединился к «Хартлпул Юнайтед», где он играл два года, прежде чем присоединиться к «Барроу» в 1966 году. В «Барроу» он был отмечен как сильный полузащитник, который сыграл ключевую роль в обеспечении выхода клуба в третий дивизион в 1967 году. Он играл в «Саутпорте» с 1969 по 1971 год, а затем вернулся в «Барроу» на сезон 1971/1972. Всего он сыграл 162 матчей за «Барроу», а также 25 в других соревнованиях, забив три гола. Он покинул Барроу, перейдя в «Скарборо» в 1972 году. После завершения карьеры игрока Харрисон занялся тренерской работой.

## Тренер «Манчестер Юнайтед»
Придя из «Эвертона» в июне 1981 года благодаря новыму менеджером «Манчестер Юнайтед» Рону Аткинсону, с которым Харрисон играл за футбольную команду Royal Air Force, Харрисон занял пост менеджера молодёжной команды. В его обязанности входило руководство молодыми игроками клуба, которых планировалось вывести в лидеры команды. Когда Аткинсон был уволен в 1986 году, его заменил Алекс Фергюсон, который решил оставить Харрисона на посту молодёжного тренера. Недовольный количеством игроков, проходящих через объединённую молодёжную систему, Фергюсон созвал встречу с Харрисоном, чтобы обсудить возможные улучшения. Харрисон отметил, что Норман Уайтсайд уже стал одним из основных игроков команды, будучи изначально молодым, но Фергюсон утверждал, что этого все ещё недостаточно. Харрисон ответил: «Хорошо, мы заключим сделку. Вы предоставите мне больше качественных игроков, и я дам вам больше молодежи в основу». Фергюсон согласился и принялся увеличивать сеть скаутов клуба.
Установка Харрисона впоследствии произвела урожай игроков основной команды, который стал известен как «Птенцы Ферги» или «класс '92». Среди них были Дэвид Бекхэм, Райан Гиггз, Ники Батт, Гари Невилл и Робби Сэвидж. Харрисон управлял молодёжной командой «Манчестер Юнайтед», в которую входили многие из этих игроков, и выиграл молодёжный кубок Англии 1992 года. Группа была названа «одним из лучших урожаев молодых игроков в английской игре». В 1993 году Харрисон представил Пола Скоулза, Фила Невилла и Кита Гиллеспи на взрослом уровне. В 1995 году команда, тренируемая Харрисоном под руководством Фила Невилла, снова выиграла молодёжный Кубок ФА. Среди других игроков, которых Харрисон привёл в молодёжную команду «Манчестер Юнайтед», — Марк Хьюз, Норман Уайтсайд, Клейтон Блэкмор и Грэм Хогг. Харрисон покинул Манчестер Юнайтед около 2008 года.

## Последние годы
Харрисон был помощником менеджера сборной Уэльса по футболу в течение четырёх лет под руководством Хьюза. В 2014 году у Харрисона была диагностирована смешанная деменция, состояние, с которым его собственный отец также жил в последние годы жизни и переехал жить в дом престарелых. Харрисон был назначен членом Ордена Британской империи за заслуги в футболе в честь новогодних наград 2018 года. Поскольку он не смог поехать в Лондон, он получил свою честь на земле Галифакса, Шей. Он умер 13 февраля 2019 года в возрасте 81 года.

## Награды
- Орден Британской империи степени члена (29 декабря 2017) — «за заслуги в футболе»[10].